# GSM

Logotipo (desde 2000)

Logotipo (até 2000)

Global System for Mobile Communications 2G, ou "Sistema Global para Comunicações Móveis" (GSM: originalmente, Groupe Special Mobile) é uma tecnologia móvel para telefones celulares. A tecnologia GSM é utilizada por mais de um bilhão de pessoas em mais de 200 países, e ainda continua sendo usado no mundo. A grande presença do sistema GSM faz com que o roaming internacional seja muito comum através de "acordos de roaming" entre operadoras de telefonia móvel. O GSM diferencia-se muito de seus antecessores sendo que o sinal e os canais de voz são digitais, o que significa que o GSM é visto como um sistema de telefone celular de segunda geração (2G). Este fato também significa que a comunicação de dados foi acoplada ao sistema logo no início. O GSM é um padrão aberto criado pela European Telecommunications Standards Institute (ETSI) e no qual depois o 3GPP se baseou para desenvolver as tecnologias 3G.
O GSM possui uma série de características que o distinguem dentro do universo das comunicações móveis. Nascido nos anos 80 e fruto de uma cooperação sem precedentes dentro da Europa, o sistema partilha elementos comuns com outras tecnologias utilizadas em telemóvel, como a transmissão ser feita de forma digital e a utilizar células (como funciona um telemóvel). Este artigo irá apresentar as características fundamentais do sistema, assim como as suas capacidades.
Do ponto de vista do consumidor, a vantagem-chave do GSM são os serviços novos com baixos custos. Por exemplo, a troca de mensagens de texto foi originalmente desenvolvida para o GSM. A vantagem para as operadoras tem sido o baixo custo de infraestrutura causada por competição aberta. A principal desvantagem é que o sistema GSM é baseado na rede TDMA, que é considerada menos avançada que a concorrente CDMA. A performance dos celulares é muito similar, mas apesar disso o sistema GSM tem mantido compatibilidade com os telefones GSM originais. No mesmo tempo, o sistema GSM continua a desenvolver-se com o lançamento do sistema GPRS. Além disso, a transmissão de dados em alta velocidade foi adicionada no novo esquema de modulação EDGE. A versão de 2000 do padrão introduziu índices relativamente altos de transmissão de dados, e é normalmente referida como 3G.

## Funcionamento

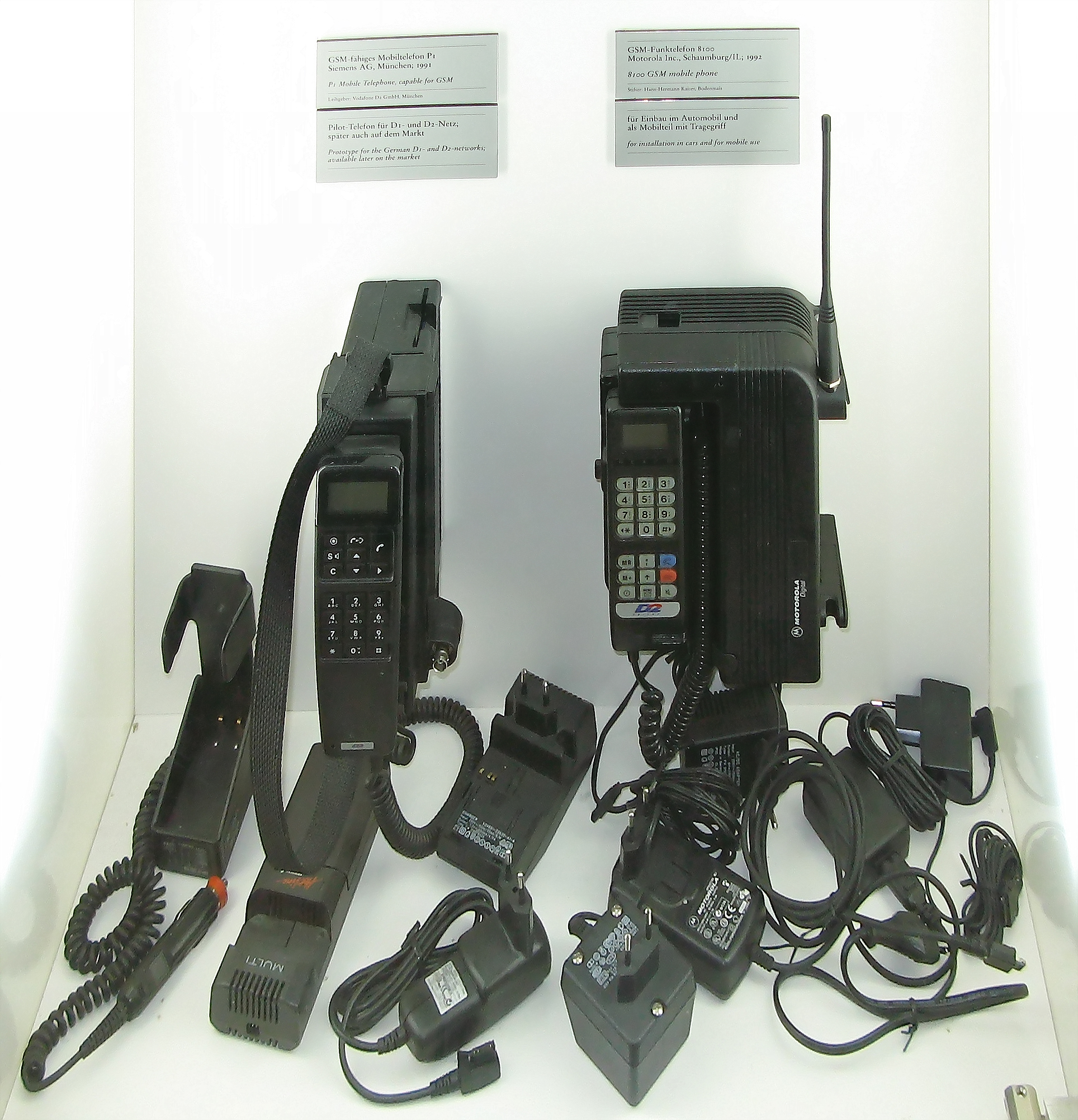
Os primeiros telefones GSM (1991)

O sistema GSM 900 utiliza dois conjuntos de frequências na banda dos 900 MHz: o primeiro nos 890-915MHz, utilizado para as transmissões do terminal, e o segundo nos 935-960MHZ, para as transmissões da rede.
O método utilizado pelo GSM para gerir as frequências é uma combinação de duas tecnologias: o TDMA  (Time Division Multiple Access) e o FDMA (Frequency Division Multiple Access). O FDMA divide os 25 MHz disponíveis de frequência em 124 canais com uma largura de 200 kHz e uma capacidade de transmissão de dados na ordem dos 270 Kbps. Uma ou mais destas frequências é atribuída a cada estação-base e dividida novamente, em termos de tempo, utilizando o TDMA, em oito espaços de tempo (timeslots). O terminal utiliza um timeslot para recepção e outro para emissão. Eles encontram-se separados temporalmente para que o telemóvel não se encontre a receber e transmitir ao mesmo tempo. Esta divisão de tempo também é chamada de full rate. As redes também podem dividir as frequências em 16 espaços, processo designado como half-rate, mas a qualidade da transmissão é inferior.
A voz é codificada de uma forma complexa, de forma que erros na transmissão possam ser detectados e corrigidos. Em seguida, a codificação digital da voz é enviada nos timeslots, cada um com uma duração de 577 milisegundos e uma capacidade de 116 bits codificados. Cada terminal deve possuir uma agilidade de frequência, podendo deslocar-se entre os timeslots utilizados para envio, recepção e controle dentro de um frame completo. Ao mesmo tempo, um telemóvel verifica outros canais para determinar se o sinal é mais forte e mandar a transmissão para eles, caso a resposta seja afirmativa.

## Criptografia
A comunicação de dados (voz e conteúdos digitais) entre o aparelho celular e o provedor de telefonia são criptografados visando a privacidade dessas comunicações que, sem uma codificação, poderiam ser interceptadas facilmente. Os algoritmos de criptografia de dados do GSM incluem o GSM A5/1 (1987), mais potente e utilizado principalmente na Europa e Estados Unidos, e o GSM A5/2 (1989), menos potente e utilizado em vários outros países com restrições de uso de algoritmos mais seguros. A interceptação direta dessas comunicações, com equipamentos capazes de descriptografar a codificação GSM, estiveram restritas às agências de inteligência governamentais. Durante o evento 26th Chaos Communication Congress foi anunciada a "quebra" do código criptográfico GSM A5/1 ao público em geral. A quebra do código, caso confirmada, permitiria a qualquer pessoa munida de equipamentos e softwares especializados interceptar comunicações de voz e dados de interlocutores alheios que utilizem aparelhos da tecnologia GSM.

## Bloqueio do telefone
Às vezes, operadoras de telefonia celular restringem aparelhos que elas vendem para uso em sua própria rede. Isto é chamado bloqueio e é implementado por uma característica do software do telefone. Como o preço de compra do telefone celular é tipicamente subsidiado com a renda dos assinantes, operadoras devem conservar este investimento antes de o assinante encerrar o serviço. Um assinante pode geralmente contatar o provedor para remover o bloqueio (às vezes mediante pagamento de uma taxa), utilizar serviços privados para remover o bloqueio ou fazer uso de software livre ou pago e websites para desbloquear o aparelho.
Em alguns países, como Bangladesh, Hong Kong, Índia,Brasil e Paquistão, todos os telefones são vendidos desbloqueados. Em outros, como Bélgica ou Finlândia, é ilegal para as operadoras oferecerem qualquer forma de subsídio no preço de um telefone. No Brasil, desde 2010, com base em resolução da Anatel, as operadoras estão obrigadas a fornecer serviço de desbloqueio de qualquer aparelho gratuitamente.

## Estatística de assinantes de telefonia celular
| Data          | Mundo  | GSM    | WCDMA | CDMA  | CDMA 1X | CDMA 1X EV-DO | US TDMA | PDC  | iDEN | Analógicos |
| Dezembro 2000 | 721.3  | 455.1  |       | 82.3  |         |               | 65.2    | 50.8 |      | 68.0       |
| Dezembro 2001 | 935.3  | 627.1  |       | 113.0 |         |               | 93.6    | 56.8 |      | 43.6       |
| Dezembro 2002 | 1129.8 | 787.5  |       | 142.7 |         |               | 109.2   | 60.1 |      | 30.0       |
| Dezembro 2003 | 1382.9 | 1012.0 | 2.8   | 98.9  | 80.1    | 4.7           | 100.1   | 58.1 | 13.4 | 12.9       |
| Dezembro 2004 | 1714.1 | 1296.0 | 16.3  | 87.4  | 131.9   | 12.3          | 90.0    | 54.2 | 16.8 | 9.2        |
| Dezembro 2005 | 2177.1 | 1709.2 | 50.0  | 62.4  | 213.1   | 21.2          | 48.5    | 46.3 | 21.1 | 5.4        |
| Julho 2006    | 2405.8 | 1941.6 | 74.7  | 37.0  | 225.0   | 34.5          | 26.1    | 38.5 | 23.8 | 4.5        |

Em milhões de usuários segundo a GSM World.

## IREG
International Roaming Expert Group ("Grupo de especialistas do ramo de roaming internacional") é uma série de testes para verificação das conexões de comunicação de uma rede GSM de telefonia móvel. A denominação é padronizada pela GSMA para os setores de Engenharia de Rede de companhias de telefonia móvel GSM.[carece de fontes?]